# CONCACAF Beach Soccer Championship

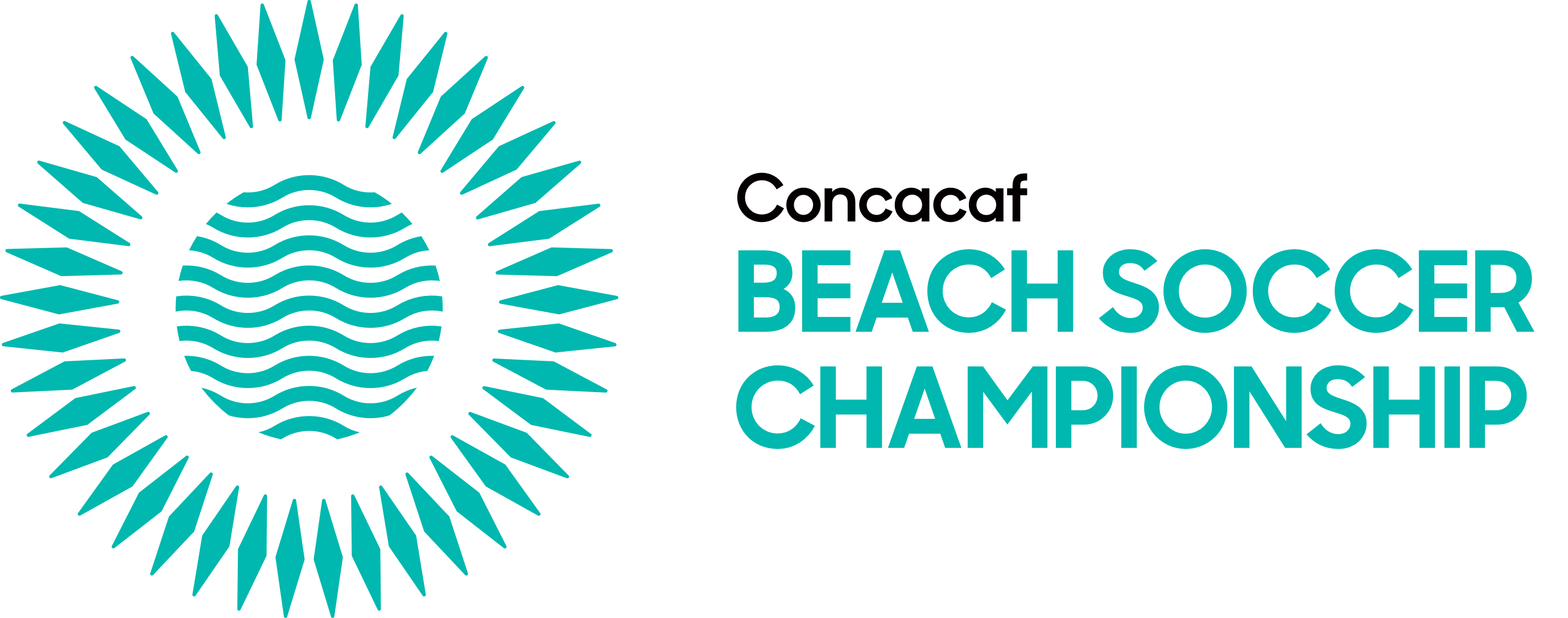

Il campionato nordamericano di beach soccer è la principale competizione internazionale di beach soccer in Nord America. Ha l'obiettivo di incoronare la migliore nazione del continente e di qualificare le migliori 2 squadre al campionato mondiale di beach soccer. Questa competizione è stata istituita nel 2006 dopo che la FIFA aveva imposto a tutte le federazioni continentali di organizzare un torneo di qualificazione per il campionato mondiale.
La nazionale più titolata è il Messico, vincitore di quattro titoli continentali.

## Albo d’oro
| 2005          | Torneo di qualificazione svolto insieme alla CONMEBOL (dettagli) | Torneo di qualificazione svolto insieme alla CONMEBOL (dettagli) | Torneo di qualificazione svolto insieme alla CONMEBOL (dettagli) | Torneo di qualificazione svolto insieme alla CONMEBOL (dettagli) | Torneo di qualificazione svolto insieme alla CONMEBOL (dettagli) | Torneo di qualificazione svolto insieme alla CONMEBOL (dettagli) | Torneo di qualificazione svolto insieme alla CONMEBOL (dettagli) | Torneo di qualificazione svolto insieme alla CONMEBOL (dettagli) | Torneo di qualificazione svolto insieme alla CONMEBOL (dettagli) | Torneo di qualificazione svolto insieme alla CONMEBOL (dettagli) |
| 2006 Dettagli | Puntarenas                                                       | Stati Uniti                                                      | Girone                                                           | Canada                                                           | Costa Rica                                                       | Girone                                                           | Messico                                                          |                                                                  |                                                                  |                                                                  |
| 2007          | Torneo di qualificazione svolto insieme alla CONMEBOL (dettagli) | Torneo di qualificazione svolto insieme alla CONMEBOL (dettagli) | Torneo di qualificazione svolto insieme alla CONMEBOL (dettagli) | Torneo di qualificazione svolto insieme alla CONMEBOL (dettagli) | Torneo di qualificazione svolto insieme alla CONMEBOL (dettagli) | Torneo di qualificazione svolto insieme alla CONMEBOL (dettagli) | Torneo di qualificazione svolto insieme alla CONMEBOL (dettagli) | Torneo di qualificazione svolto insieme alla CONMEBOL (dettagli) | Torneo di qualificazione svolto insieme alla CONMEBOL (dettagli) | Torneo di qualificazione svolto insieme alla CONMEBOL (dettagli) |
| 2008 Dettagli | Puerto Vallarta                                                  | Messico                                                          | Girone                                                           | El Salvador                                                      | Stati Uniti                                                      | Girone                                                           | Costa Rica                                                       |                                                                  |                                                                  |                                                                  |
| 2009 Dettagli | Puerto Vallarta                                                  | El Salvador                                                      | 6 – 3                                                            | Costa Rica                                                       | Messico                                                          | 5 – 4                                                            | Stati Uniti                                                      |                                                                  |                                                                  |                                                                  |
| 2011 Dettagli | Puerto Vallarta                                                  | Messico                                                          | 5 – 3                                                            | El Salvador                                                      | Stati Uniti                                                      | 7 – 5                                                            | Costa Rica                                                       |                                                                  |                                                                  |                                                                  |
| 2013 Dettagli | Nassau                                                           | Stati Uniti                                                      | 5 – 4 (dts)                                                      | El Salvador                                                      | Messico                                                          | 8 – 7                                                            | Costa Rica                                                       |                                                                  |                                                                  |                                                                  |
| 2015 Dettagli | Costa del Sol                                                    | Messico                                                          | 4 – 0                                                            | Costa Rica                                                       | El Salvador                                                      | 5 – 2                                                            | Stati Uniti                                                      |                                                                  |                                                                  |                                                                  |
| 2017 Dettagli | , Nassau                                                         | Panama                                                           | 4 – 2                                                            | Messico                                                          | El Salvador                                                      | 7 – 2                                                            | Guadalupa                                                        |                                                                  |                                                                  |                                                                  |
| 2019 Dettagli | Puerto Vallarta                                                  | Messico                                                          | 6 – 2                                                            | Stati Uniti                                                      | El Salvador                                                      | 8 – 3                                                            | Panama                                                           |                                                                  |                                                                  |                                                                  |
| 2021 Dettagli | Alajuela                                                         | El Salvador                                                      | 6 – 4                                                            | Stati Uniti                                                      | Guatemala                                                        | 5 – 2                                                            | Messico                                                          |                                                                  |                                                                  |                                                                  |
| 2023 Dettagli | Nassau                                                           | Stati Uniti                                                      | 5 – 0                                                            | Messico                                                          | El Salvador                                                      | 3 – 2                                                            | Bahamas                                                          |                                                                  |                                                                  |                                                                  |

## Medagliere
| Posiz. | Nazione     | Oro | Argento | Bronzo | Totale |
| ------ | ----------- | --- | ------- | ------ | ------ |
| 1      | Messico     | 4   | 2       | 2      | 8      |
| 2      | Stati Uniti | 3   | 2       | 2      | 7      |
| 3      | El Salvador | 2   | 3       | 4      | 9      |
| 4      | Panama      | 1   | 0       | 0      | 1      |
| 5      | Costa Rica  | 0   | 2       | 1      | 3      |
| 6      | Canada      | 0   | 1       | 0      | 1      |
| 7      | Guatemala   | 0   | 0       | 1      | 1      |